# Transferencia química del aprendizaje
Hay diversos estudios que demuestran formas de transferir el aprendizaje (por ejemplo condicionamiento pavloviano) a través de substancias químicas.
Una de las primeras y más llamativas investigaciones fue la de McConell de 1962. El experimento consistía en condicionar planarias para que se contraigan en presencia de luz. Para esto emitía la luz y luego les aplicaba una descarga eléctrica para que se contraigan, repetidamente. Luego molió a estos animales y se los dio de comer a otro grupo no condicionado. El resultado fue que el segundo grupo había adquirido el condicionamiento para contraerse en presencia de luz. Este artículo es pseudocientífico, necesita más fundamentación científica.

En el año siguiente, Zelman y sus colaboradores lograron producir el mismo efecto suministrándoles sólo el ARN extraído de un grupo condicionado.